# 労働価値説
労働価値説（ろうどうかちせつ、labour theory of value）とは、人間の労働が価値を生み、労働が商品の価値を決めるという理論。ウィリアム・ペティにより初めて着目され、アダム・スミス、デヴィッド・リカードを中心とする古典派経済学の基本理論として発展し、カール・マルクスに受け継がれた。労働価値論とも言われる。

## 労働価値説の萌芽

### アリストテレスからペティへ
ギリシアのアリストテレスは財と労働価値の関係に言及していたが、財の価値の客観的な根拠を求めても得られるものではないとして探求を中途で放棄していた。この論点を初めて体系的に論じたのはウィリアム・ペティであり、マルクスはペティを労働価値説の始祖として評価した。1662年に出版されたペティの『租税貢納論』には以下のような指摘がみられる。
ただし、彼は「すべての物は、二つの自然的単位名称、すなわち土地および労働によって価値づけられなければならない」とも述べており、完全に労働価値説に立ったわけではなかった。

### キリスト教国家における公正価格
中世以来、キリスト教国家では公正価格があるとみなされ、実際に当局が価格を設定したり、公正価格から大きく乖離したとみなされる物があると、教会当局は激怒し、高すぎる、または安すぎる価格を請求した商人は排除された。17-18世紀になると、公正価格の概念は商業の現実に屈し始め、ある品目の生産に使われた労働と材料のコストを合計して適正な利潤を付加し、その結果が適正価格とする考え方がうまれた。
ここから労働価値論が成立し、古典学派経済学の教義となった。マルクスは労働価値論をつかって算出された価値を大幅に上回る価格をつけている生産者を贅沢な利潤を収奪していると非難した。

## スミスの労働価値説
アダム・スミスもマルサスも、土地の私有化にも資本の蓄積にも先立つ、原初的な黄金時代を仮想し、そこでは土地は自由に入手でき、資本の利用ははじまっておらず、この単純な久遠のあけぼの状態で、価格づけや分配を決定したのは、労働とされた。スミスは『国富論』で「労働こそは、すべての物にたいして支払われた最初の代価、本来の購買代金であった。世界のすべての富が最初に購買されたのは、金や銀によってではなく、労働によってである」と述べ、労働価値説を確立した。
スミスの例では、かりに2時間の狩猟で1頭の鹿が、4時間の狩猟で1匹のビーバーが得られるならば、ビーバー1匹は鹿2頭と等しく、価格比率は労働時間によって決定されている。この場合、鹿とビーバーを交換するさいの競争的価格比率は、必要労働時間の比較、つまり4時間(の労働）÷2時間（の労働）で計算されるので、労働時間によって決定されると考えられた。

### 投下労働価値説と支配労働価値説
また、スミスの見解には二つの観点が混在していた。彼は「あらゆる物の真の価格、すなわち、どんな物でも人がそれを獲得しようとするにあたって本当に費やすものは、それを獲得するための労苦と骨折りである」とし、商品の生産に投下された労働によって価値を規定した。これは投下労働価値説と呼ばれる。しかし他方において、商品の価値は「その商品でかれが購買または支配できる他人の労働の量に等しい」と述べ、支配労働価値説と呼ばれる観点も示した。
スミスにとっては、商品の価値が投下された労働によって決まるということと、商品の価値が労働の価値によって決まるということは、明瞭に区別されていなかった。そのため、彼は投下労働価値説が当てはまるのは「資本の蓄積と土地の占有にさきだつ初期未開の社会状態」だという見解を示した。労働生産物が労働者自身に帰属する場合、交換は各生産物に投下された労働の量に従って行われる。しかし資本家や地主が登場すると、労働者は賃金、資本家は利潤、地主は地代を得るようになる。商品の価格は賃金と利潤と地代によって構成されるようになる。このスミスの考え方は価値構成説と呼ばれる。

## リカードの投下労働価値説
デヴィッド・リカードはスミスから投下労働価値説を受け継ぎ、支配労働価値説を斥けた。彼によれば、商品の生産に必要な労働量と商品と交換される労働量は等しくない。例えば、ある労働者が同じ時間に以前の2倍の量を生産できるようになったとしても、賃金は以前の2倍にはならない。したがって支配労働価値説は正しくないとする。
資本蓄積が始まると投下労働価値説は妥当しなくなる、という説に対しては、資本すなわち道具や機械に間接的に投下された労働量と直接的に投下された労働量の合計によって商品の価値が決まるという見解を示した。
リカードは投下労働価値説を完全に維持することはできなかった。彼は賃金の騰落が資本の構成によって商品の価格に異なる影響をもたらすことに気づいた。投下労働価値説の出発点においては、賃金の上昇は利潤の低下をもたらすだけであり、商品の価格には影響しないはずであった。しかし投下資本に占める賃金の比率が社会的な平均より高い場合、賃金の上昇は生産費用を平均以上に高め、賃金の比率が平均より低い場合は生産費用の上昇は平均以下となる。いずれの資本に対しても平均的な利潤が得られるならば、前者の場合は利潤の低下分より賃金の上昇分のほうが大きい。したがって商品の価格は上昇するのに対し、後者の場合は逆に商品の価格は低下する。投下労働量と関係なく商品の価格が変動するわけである。

## マルクスの剰余価値説
カール・マルクスはリカードの投下労働価値説を受け継ぎ、労働と労働力を概念的に区別することによって資本家の利潤の源泉が剰余価値であることを明らかにした。賃金と交換されるのは労働ではなく労働力であり、労働力の価値の補填分を越えて労働が生み出す価値が剰余価値であって、これを利潤の源泉とした。
また、労働が行われる過程での実体的要素を労働対象・労働手段・労働とし、労働対象と労働手段をあわせて生産手段と呼んだ。受動的要素である生産手段は価値を生まないが、能動的要素である労働は価値を生む。資本家の観点からみれば、生産手段に投じられる資本ではなく労働力に投じられる資本が利潤を生むということになる。マルクスは生産手段を不変資本、労働力を可変資本と呼んだ。
リカードが賃金の騰落の影響に関して悩んだ問題は、マルクスでは不変資本と可変資本の構成の問題として整理されることになった。投下労働価値説の考え方に従えば、労働力に多く資本を投下すれば、つまり可変資本の比率が高ければ、それだけ生産物の価値は増大し、剰余価値も大きくなる。しかし実際には、労働力の比率が高ければ高率の利潤が得られるということはない。市場における競争の結果として利潤率は均等化すると考えなければならない。すると商品の価格は投下労働量に比例するとは言えなくなる。
市場における利潤率の均等化の結果として成立する価格をマルクスは『資本論』第三巻で生産価格と呼んだ。生産手段と労働力に支払われた価格を費用価格とし、平均利潤を加えたものである。この生産価格は投下労働量に比例するものではないため、第一巻の投下労働価値説と第三巻の生産価格論は矛盾するのではないかという批判を呼び起こした。代表的なのがオイゲン・フォン・ベーム＝バヴェルクの『カール・マルクスとその体系の終結』である。また、費用価格も生産価格によって売買されることをマルクスが十分に論じなかったため、後に転形問題と呼ばれる論争のテーマとなった。
マルクスは差額地代とは別に絶対地代も成立しうることを認め、最劣等地においても地代はゼロではないという見解を示した。生産物の価値は投下労働だけでなく地代によっても規定されることになり、投下労働価値説としての一貫性はリカードより一歩後退した。

## 限界革命
1870年代にウィリアム・スタンレー・ジェヴォンズ、カール・メンガー、レオン・ワルラスの3人の経済学者が、ほぼ同時に、かつ独立に限界効用理論に基づく経済学の体系を樹立し、新古典派経済学の創始者となった。
中世以来のキリスト教国家における公正価格に対して、ワルラス、ジェボンズ、メンガーらは別々に研究していたが、視点を生産者から消費者にうつすという単純な操作によってよりよい価値の定義を発見した。すなわち、商品の価値は特定の状況に依存しており、主観的であり、適正価格とは特定の時点で消費者が支払う用意があるものであって、それ以上でも以下でもない。これは限界主義とよばれる見方で、これにより消費者が多様な財やサービスに同じ価格を支払う理由が理解できるようになった。このような品目に「公正価格」はなく、労働価値論が定義したような価格になる可能性もない。メンガーは、消費者がある品目に認めた価値をその保有ストックが変化するのに伴って変更されていくことを証明した。消費者が生存に必要な食糧を確保すると、それ以上の食糧の増加に認める価値が逓減する。たとえば、衣服も10着目のシャツよりも一着目のシャツよりも有用性と価値は低くなる。そこで10着目のシャツを買う代わりに他のものに支出する。このように、どの財とサービスを購入するかという消費者の選択は、購入の時期と場所における自分の相対的な欲求と希望に、すなわち購入を検討している財とサービスの限界効用に依存する。消費者は自分が買いたいものについて望ましい量の組み合わせが得られるような選択を行い、価格はそのような選好に応じて、消費者が支払うことによって決定される。こうして、資本主義下の消費者は、公正価格や労働価値論から解放され、価値は自分のお金をどう支出するかという選択に依存するようになったのであり、ヨーゼフ・シュンペーターはこのような見方を方法論的個人主義と呼んだ。
同様の分析は生産者にも適用され、限界生産力の理論となった。これは製造業者が生産すべき製品の数量や、資本、材料、労働をどのように混合すればよいか、新しい考え方を提供し、大量の資本を必要とする産業の分析において有用だった。
社会主義や共産主義はこうした限界主義の発想を否定し、代わりに中央政府による価格設定を選択した。労働価値説は、限界主義の学説にとって、労働力を生産過程における唯一の希少な資源と仮定する特殊モデルと整理された。以後、マルクス経済学と価値の本質をめぐる論説に決着がついたとはいいがたいが、オスカル・ランゲのOn the ecomic theory of socialism(1936)のように労働価値説を放棄するマルクス経済学者もおり、1970年代後半以降、イアン・スティードマンをはじめとするネオ・リカーディアンによる労働価値説不要論もある。マルクス経済学者はこの流れを「資本家による労働者の搾取」を容認する表皮的経済学と批判している。

## 評釈
労働価値説は、諸財貨の価格比率を、それら諸財貨に対する需要をもたらす効用とは独立に、労働費用だけから予見できるとするが、ポール・サミュエルソンは、嗜好や需要のパターン、及びそれが労働以外の要素（土地など）の稀少性に及ぼす効果を考慮にいれずに、商品の価格を労働の所要量だけから予見することはできないと指摘する。